# 현대차 정몽구 재단
재단법인 현대차 정몽구 재단(Hyundai Motor Chung Mong-Koo Foundation)은 인류와 사회의 이익에 기여하기 위하여, 문화예술 및 인재양성, 보건의료, 사회복지 및 환경보전 분야에서 사업을 실시함을 목적으로 2007년 11월 16일에 설립된 대한민국 문화체육관광부 소관의 재단법인이다. 사무실은 서울특별시 종로구 율곡로 75 현대빌딩 3층에 있다. 종전 명칭은 '해비치 사회공헌문화재단'이다.

## 주요 사업
- 차세대 복합문화센터 및 공연시설 건립 및 운영사업
- 사회적 소외계층 등의 복지지원 및 문화예술 진흥사업
- 질병퇴치 및 보건의료 발전을 위한 사업
- 교육기관 설립 지원 및 기타 교육지원 사업
- 환경친화적이고 지구온난화를 예방할 수 있는 사회사업의 지원 및 운영

## 역대 이사장
- 초대: 이희범
- 제2대: 유영학
- 제3대: 신수정
- 제4대: 권오규
- 제5대: 정무성

## 증여
2011년 8월, 5천억 원 사재 출연 계획을 밝힌 정몽구 현대자동차그룹 회장이 현대글로비스 131만주를 해비치사회공헌문화재단에 증여했다.

## 구성원

### 이사회
- 이사장
- 부이사장
- 이사(총 3명)
- 감사

### 사회공헌위원회
- 자문위원(총 7명)

## 소식지
- 《CMK 매거진》

## 기타
- 피아니스트 임윤찬도 2020년부터 현대차 정몽구 재단 장학생으로 지원받고 있다.

- 2025년 3월 24일부터 4월 16일까지 미래산업과 문화예술(클래식, 발레) 분야의 2025년 장학생을 모집한다. 장학생에게 등록금 전액과 학기별 학습장학금240만 원, 국제 대회 참가 및 해외진출 장학금, 장학생 펠로십 프로그램 등 국내 최고 수준의 장학 혜택이 제공된다.[3]